# مارك دوبويه
مارك دوبويه هو لاعب هوكي الجليد كندي، ولد في 22 أبريل 1976 في كورنوال في كندا.

## وصلات خارجية
- مارك دوبويه على موقع دوري الهوكي الوطني (الإنجليزية)
- مارك دوبويه على موقع EliteProspects.com (الإنجليزية)
- مارك دوبويه على موقع HockeyDB.com (الإنجليزية)